# Волочная помера
Воло́чная поме́ра — аграрная реформа в Великом княжестве Литовском, проводившаяся во второй половине XVI — начале XVII веков по инициативе Боны Сфорцы, матери великого князя Сигизмунда II Августа. Реформа началась с выходом в 1557 году положения о проведении реформы, так называемой «Уставы на волоки», и представляла собой комплекс мер, направленных на повышение дохода с государственных владений путём интенсификации сельского хозяйства (введения трёхпольной системы севооборота). В политическом смысле «помера» проводилась с целью приобретения центральной властью экономической независимости и повышения роли великого князя путём превращения его в крупнейшего помещика, ведущего рациональное хозяйство, рассчитанное, главным образом, на удовлетворение потребностей внешнего рынка.

## Причины и цели проведения реформы
До проведения реформы неизвестно было точно, сколько земли находилось в пользовании крестьян и мещан, сколько земли было у отдельных землевладельцев и у государства, качество земель не влияло на размер повинностей за её держание. Кроме того, обычно земли одного хозяйства частями были разбросаны по достаточно большой площади (так называемая чересполосица), что создавало серьёзные препятствия для её обработки. Крупные землевладельцы сдавали землю в аренду, но не знали точно, на какую прибыль они могли рассчитывать.
Стремясь увеличить доход, землевладельцы, в том числе и великий князь, делили свои земли на стандартные по размеру единицы — волоки. Каждая волока состояла из 30 моргов и равнялась 21,36 га (примерно 20 десятин). Для каждой волоки выяснялось качество земли, и в зависимости от качества устанавливались стандартные повинности. Знание качества земель и количества волок во владении помогало хозяину оценивать предполагаемый доход.
В XVI веке экономика Великого княжества Литовского переживала расцвет. Повышение спроса на сельскохозяйственную продукцию на внешнем и внутреннем рынках подталкивало землевладельцев к расширению товарных хозяйств — фольварков. Стремление землевладельцев к расширению фольварков за счёт крестьянских земель привело к значительному усилению феодальной эксплуатации и ухудшению положения крестьянства.

## Проведение реформы
Одним из важнейших мероприятий реформы была ликвидация чересполосицы. До реформы государственные земли не являлись единым массивом — среди них встречались земли шляхты, магнатерии и духовенства. В ходе померы находящиеся в пределах государственных земель частные владения переходили казне, взамен чего их владельцы получали участки за пределами государственных. Обмен землёй производился только с теми владельцами, которые могли предоставить документы, подтверждающие их право на землю. В противном случае земли просто отбирались в пользу государства.
Проведение померы шло очень интенсивно, и уже через несколько лет было обмерено 57 636 волок (около 1 250 тыс. га) земли в столовых имениях, доход от которых шёл непосредственно великому князю, минуя государственную казну.
Реформа проводилась в соответствии с документом, получившем название «Устава на волоки» и состоявшего из 49 статей. Позднее к ней были добавлены дополнительные инструкции для непосредственных исполнителей — ревизоров и мерников. В восточной части Великого княжества Литовского реформа началась позднее, что связано с разными условиями хозяйствования на западе и востоке государства. Для восточных земель были созданы специальные Уставы (руководящие документы). В задачу мерников входило простое деление земли на волоки и оценка её качества. Местное население было обязано оказывать помощь мерникам, предоставлять волов, сохи и телеги. Мерников назначали ревизоры, проверявшие их деятельность и следившие за исполнением Уставы. Ревизоры были людьми высшего сословия, обычно представителями знатных шляхетских родов, в их задачу входила проверка прав на землю, отбор владений в пользу казны, установление мест для новых фольварков и контроль над деятельностью местных властей. С другой стороны, при работе ревизоров присутствовали представители местной администрации, обязанные докладывать правительству о нарушениях со стороны ревизоров.
Термин «волока» понимался и как точная мера площади всегда равная 30 моргам, и как единица обложения, в которой могло быть до 46 моргов. Из-за большого количества болот и непригодных к обработке земель волоки зачастую были больше по площади, нежели 30 морг. Это связано с тем, что ревизоры учитывали только пригодные для ведения сельского хозяйства земли. По качеству земли делились на 4 категории: хорошие («добрый грунт»), средние («середний грунт»), плохие («злой» или «подлый» грунт) и совсем плохие (грунт «вельми подлый»). Сначала предписывалось обмерять и нарезать на волоки пашенные земли, а после леса. Леса делились на волоки только в случае, если земля в них была пригодной для расчистки и ведения сельского хозяйства, в противном случае их обмеряли вокруг с тем, чтобы установить их площадь.

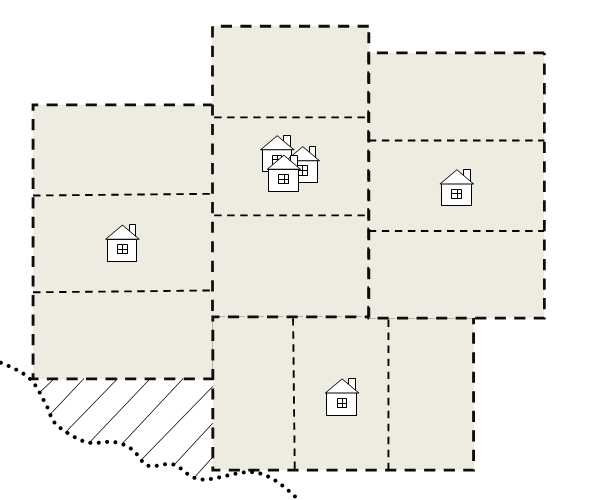
Схематическое изображение владения.
Легенда: жирным штрихом показаны границы волок («стены»), менее жирным — деление волоки на три части, дом обозначает крестьянских двор («дым»), несколько домиков — деревня, пунктиром показана граница владения, штриховкой — «застенок»

На волоки земля резалась в форме прямоугольников, что позволяло вычислять площадь простым умножением длины на ширину. По краям волок ревизоры должны были чётко установить так называемые «стены». Пашня, оказывавшаяся за границами конкретных волок, называлась «застенком». Каждая волока в обязательном порядке делилась на три равные части, причём крестьянский двор или деревня всегда находились на среднем поле. Одна часть засевалась озимыми культурами, вторая — яровыми, а третья оставалась под паром.
Жившие в пределах волоки крестьяне сселялись в новые дома в указанном месте, причём деревня застраивалась по особому плану: с одной стороны строили жилые дома, с другой — хозяйственные постройки. Деревни, уже располагавшиеся в соответствии с правилами, оставляли на прежнем месте. Участки пригодной для сельского хозяйства земли размером меньше волоки (например, среди болота) на части не делили и людей с них в какое-либо определённое место не сселяли.
После проведения померы на определённой территории устанавливалось новое административное деление: несколько сёл образовывали войтовство, несколько войтовств — волость. Центром волости становился фольварк, войтовства — крупнейшее село. В случае отсутствия в волости фольварка центром также становилось крупнейшее село. По планам в каждом войтовстве должно было быть от 300 до 400 волок.
С момента проведения реформы единицей налогообложения становилась волока. Власти стремились сделать так, чтобы на каждой волоке находилось одно хозяйство. Так как одной семье было тяжело обработать такую значительную земельную площадь, в дом обычно подселяли дальних родственников и даже неродных. Чаще всего на одну волоку селилось две семьи, изредка — три.
Фольварковые земли обрабатывали крестьяне. Отработочная повинность называлась панщина (барщина) и в середине XVI века была распространена слабо, так как существовало ещё очень небольшое количество фольварков. Основной повинностью крестьян была не панщина, а денежная рента — чинш. Волоки, в которых основной повинностью была панщина, назывались тяглыми, чинш — осадными. Крестьяне тяглых волок (тяглые крестьяне) отрабатывали панщину два раза в неделю со своим конём или волом. Три недели в год панщины не было, но вместо этого крестьяне должны были отбыть 4 толоки в год. По подсчётам Н. Н. Улащика, в государственных владениях панщина с волоки составляла 106 дней в год. Кроме панщины тяглые крестьяне выполняли и другие повинности, в том числе чинш. Осадные крестьяне выполняли те же повинности, что и тяглые, но вместо панщины с волоки платили осадное в 30 грошей, давали бочку ржи и отбывали 12 дней толоки.
По «Уставе» челядь невольная получала по 3 морга земли, за которые они должны были отрабатывать примерно по 19 дней панщины в год за морг. Участок в 3 морга (примерно 2 га) считался огородом, в связи с чем эту категорию крестьянства стали называть огородниками. Однако фактически огородники получали не по 3, а по 6 или 9 моргов и в экономическом положении мало отличались от тяглых и осадных крестьян. По две волоки получали войты и великокняжеские слуги: конюхи, стрельцы и осочники.
Низкокачественной землёй считались «застенки», которые даром или за небольшую плату отдавались отдельным семьям или целым деревням. Стремление властей создавать множество фольварков ограничивалось низким качеством земли, а также тем обстоятельством, что на каждую волоку фольварка должно было приходиться 7 крестьянских волок.
В восточных («русских») областях Великого княжества помера проводилась в конце XVI века, во время Ливонской войны. Здесь помера ограничилась вымериванием земли на волоки о определением её качества с тем, чтобы установить конкретные повинности. В сельскохозяйственном плане эти территории были развиты значительно хуже западных областей, кроме того власти опасались вызвать недовольство местного населения, в связи с чем реформа здесь имела весьма ограниченный вид.
Реформа проводилась и в городах, не имевших магдебургского права и не являвшихся частновладельческими. Земли горожан также вымеривались на волоки, за которые они платили денежную ренту. Реформа сильно затронула и интересы религиозных организаций: как католические, так и православные церкви, находящиеся в государственных владениях, лишались права на церковную десятину и получали всего 1-2 волоки на приход, освобождённые от всех повинностей. При этом «лишние» церковные земли могли быть отобраны в пользу государства.

## Итоги реформы
Проведение реформы сильнейшим образом повлияло на развитие Великого княжества Литовского. Реформа закрепила и значительно усилила феодальную эксплуатацию, в то время как доходы казны и великого князя сильно возросли. Крестьяне лишались права перехода с места на место, обрабатываемая ими земля более не рассматривалась как их собственность. Реформа также была первым земельным кадастром и способствовала развитию экономической системы государства. Важным итогом реформы стал переход к трёхпольной системе севооборота. Огромное влияние на всю дальнейшую историю имело разрушение сельской общины и формирование подворной системы землепользования. На многие века сохранилась планировка крестьянских усадеб и деревень, введённая во время реформы.